# Smith & Wesson Model 36
Smith & Wesson Model 36 — семейство компактных револьверов производства США.

## История
Револьвер М36 является первым короткоствольным револьвером компании Smith & Wesson, разработанным после 1945 года. Он был впервые представлен в 1950 году на проходившей в Колорадо полицейской конференции как оружие постоянного (в том числе, скрытого) ношения для сотрудников полиции США.
Первоначально, револьверы использовались в качестве основного оружия полицейских США в штатском, однако по результатам анализа их применения в перестрелках с преступниками (в ходе которых пробивное действие выпущенной из короткоствольного револьвера стандартной пули .38 калибра оказалось недостаточным, чтобы нейтрализовать преступника, находившегося в автомобиле) в 1964 году было рекомендовано либо перевооружить полицейских детективов более эффективным оружием других систем, либо использовать для стрельбы из этих револьверов патроны с тяжёлой пулей массой 200 гран.
В 1976 году фирма "Pachmayr" из Лос-Анджелеса разработала и предложила вариант модернизации револьверов за счёт установки на них более удобной рукояти из неопрена.

## Описание
Револьвер имеет цельную рамку типа "J-frame", нарезной ствол с шестью правосторонними нарезами, откидывающийся в сторону пятизарядный барабан (защёлка которого находится на левой стороне рамки позади барабана) и ударно-спусковой механизм двойного действия.
Прицельные приспособления постоянные, включают мушку и целик.
Оружие выпускалось в нескольких вариантах исполнения: с коротким стволом длиной 63 мм или удлинённым стволом длиной 76 мм, накладки на рукоять на револьверах различных лет выпуска изготавливались из дерева, пластмассы или резины.

## Варианты и модификации
- Smith & Wesson "Chief's special" - серийная модель 1950 года (с 1957 года выпускается под наименованием Smith & Wesson Model 36 "Chief's special"), ствол, рамка и барабан стальные, накладки на рукоять деревянные. Масса револьвера с 3-дюймовым стволом составляет 567 грамм, с 2-дюймовым стволом - 528 грамм[1][2]

- Smith & Wesson Model "Chief's special" Airweight - облегчённый вариант с рамкой и барабаном из алюминиевого сплава, некоторое количество было выпущено в 1952 - 1954 гг.
- Smith & Wesson Model 36 Stainless - серийный вариант, металлические части которого изготовлены из нержавеющей стали. Выпускается с 1972 года.
- Smith & Wesson Model 36 Ladysmith - серийный вариант, впервые представленный в 1989 году. Рукоять разработана с учётом размеров и анатомических особенностей женской ладони. Выпускается под патроны .38 Special и .357 Magnum

- Smith & Wesson Model 37 Airweight - облегчённая модель 1957 года[3], ствол и барабан которой изготовлены из стали, а рамка - из алюминиевого сплава[2] (масса револьвера составляет 395 - 411 грамм в зависимости от материала рукояти)[1]

- Smith & Wesson Model 38 Bodyguard Airweight - вариант с полускрытым курком. Масса оружия составляет 411 грамм
- Smith & Wesson Model 337 AirLite Ti Chief Special - вариант М37, разработанный в 1998 году и впервые представленный в 1999 году. Рамка и барабан изготовлены из титанового сплава, ствол представляет собой стальной лейнер в оболочке из титанового сплава. Масса револьвера с деревянными накладками на рукоять составляет 317,5 грамм, с рукоятью из резины - 337,4 грамм.
- Smith & Wesson Model 637 LaserMax - дальнейшее развитие серии, вариант M37 с установленным под стволом лазерным целеуказателем "LaserMax Centerfire Laser sighting system"

- Smith & Wesson Model 40 "Centennial" - дальнейшее развитие серии, модель с 2-дюймовым стволом, полностью скрытым курком и автоматическим предохранителем на задней стенке рукояти. Масса оружия составляет 538 грамм[1]

Кроме того, немецкая компания "Umarex Sportwaffen GmbH & Co." выпускает газовые револьверы Umarex Reck Mod.36, представляющие собой конструктивные аналоги револьвера Smith & Wesson Model 36, изготовленные из лёгкого сплава и предназначенные для стрельбы только газовыми или холостыми патронами.

## Страны-эксплуатанты
- США - на вооружении полиции[4][7] и частных охранных структур[8]
- Япония - в начале 2000-х годов было принято решение о постепенной замене находившегося на вооружении японской полиции револьвера New Nambu M60 новым табельным револьвером Smith & Wesson Model 37 Airweight[9]. В дальнейшем, в 2003 году для японской полиции в США было закуплено 5344 шт. револьверов этой модели[10], в 2005 году - ещё 5519 шт.[11]
- Ирландия — в 2000-е годы детективы Гарда Шихана обучались стрельбе из этих револьверов[12]